# Lista de maiores centrais elétricas do mundo

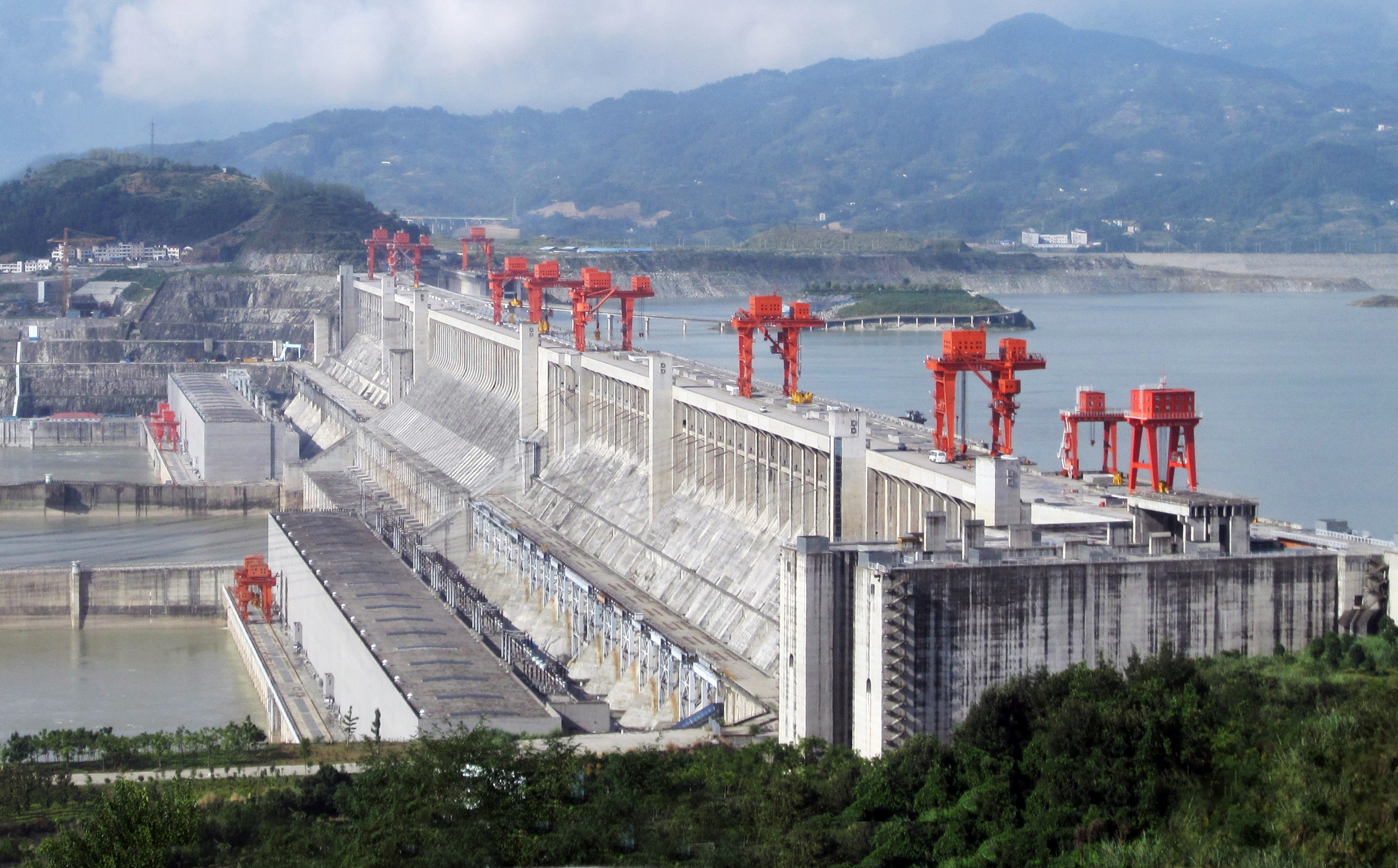
Barragem das Três Gargantas, atualmente a maior usina hidrelétrica e o maior corpo produtor de energia já construído, com 22,500 MW

Este artigo relaciona as maiores centrais elétricas do mundo, as dez no total e as cinco de cada tipo, em termos de capacidade elétrica instalada atual. As centrais não renováveis são aquelas que funcionam com carvão, óleos combustíveis, nuclear, gás natural, xisto betuminoso e turfa, enquanto as centrais renováveis funcionam com fontes de combustível como biomassa, calor geotérmico, hidreletricidade, energia solar, calor solar, marés e o vento. Apenas a fonte de combustível mais significativa é listada para estações de energia que funcionam com fontes múltiplas.
Em 2021, a maior instalação de geração de energia já construída era a Hidrelétrica das Três Gargantas, na China. A instalação gera energia utilizando 32 turbinas Francis, cada uma com capacidade de 700 MW e duas turbinas de 50 MW  totalizando a capacidade instalada de 22,500 MW, mais do que o dobro da capacidade instalada da maior usina nuclear, a Kashiwazaki-Kariwa (Japão) em 7,965 MW. Em 2019, nenhuma estação de energia comparável às Três Gargantas estava em construção, já que a maior estação de energia em construção é a hidrelétrica de Baihetan (16,000 MW).
Atualmente apenas uma proposta, a Grande Barragem de Inga no Congo, ultrapassaria todas as usinas existentes, incluindo a Barragem das Três Gargantas, se a construção começar conforme o planejado. O projeto visa atingir 39,000 MW em capacidade instalada, quase o dobro das Três Gargantas. Outra proposta, o Projeto Tidal Penzhin, prevê capacidade instalada de até 87,100 MW.

## 20 maiores instalações de produção de energia
| Classificação | Estação                         | País                   | Coordenadas                   | Capacidade de geração (MW) | Geração anual (TWh)           | Tipo          | Notas                                                                   | Refs                 |
| ------------- | ------------------------------- | ---------------------- | ----------------------------- | -------------------------- | ----------------------------- | ------------- | ----------------------------------------------------------------------- | -------------------- |
| 1.            | Hidrelétrica das Três Gargantas | China                  | 30° 49′ 15″ N, 111° 00′ 08″ L | 22,500                     | 111.8 (2020)                  | Hidroelétrica |                                                                         | [ 1 ] [ 7 ]          |
| 2.            | Hidrelétrica de Itaipu          | Brasil · Paraguai      | 25° 24′ 31″ S, 54° 35′ 21″ O  | 14,000                     | 103.09 (2016)                 | Hidroelétrica |                                                                         | [ 8 ] [ 9 ] [ 10 ]   |
| 3.            | Xiluodu                         | China                  | 28° 15′ 52″ N, 103° 38′ 47″ L | 13,860                     | 55.2 (2015)                   | Hidroelétrica |                                                                         | [ 11 ] [ 12 ]        |
| 4.            | Belo Monte                      | Brasil                 | 3° 07′ 27″ S, 51° 42′ 01″ O   | 11,233                     | 39.5 (esperado)               | Hidroelétrica | A instalação da 18ª e última turbina foi concluída em novembro de 2019. | [ 13 ]               |
| 5.            | Guri                            | Venezuela              | 7° 45′ 59″ N, 62° 59′ 57″ O   | 10,235                     | 47 (média)                    | Hidroelétrica |                                                                         |                      |
| 6.            | Wudongde Dam                    | China                  |                               | 10,200                     | 39 (esperado)                 | Hidroelétrica |                                                                         | [ 14 ]               |
| 7.            | Jebel Ali                       | Emirados Árabes Unidos | 25° 03′ 35″ N, 55° 07′ 02″ L  | 8,695                      |                               | Gás natural   |                                                                         |                      |
| 8.            | Tucuruí                         | Brasil                 | 3° 49′ 53″ S, 49° 38′ 36″ O   | 8,370                      | 21.4 (média)                  | Hidroelétrica |                                                                         | [ 8 ] [ 11 ]         |
| 9.            | Kashiwazaki-Kariwa              | Japão                  | 37° 25′ 45″ N, 138° 35′ 43″ L | 7,965                      | 60.3 (1999) 0 (2012–Presente) | Nuclear       | Suspensa em 2011. Data de reinicialização desconhecida.                 | [ 15 ] [ 16 ] [ 17 ] |
| 9.            | Jiuquan                         | China                  | 40° 12′ 00″ N, 96° 54′ 00″ L  | 7,965                      | N/A                           | Eólica        |                                                                         | [ 18 ]               |
| 10.           | Kori                            | Coreia do Sul          | 35° 19′ 40″ N, 129° 18′ 03″ L | 7,489                      | 43.15 (2016)                  | Nuclear       | Maior usina nuclear em operação em janeiro de 2020.                     |                      |
| 11.           | Grand Coulee                    | Estados Unidos         | 47° 57′ 23″ N, 118° 58′ 56″ O | 6,809                      | 20.24 (média)                 | Hidroelétrica | A maior central elétrica da América do Norte desde 1949.                | [ 19 ]               |
| 12.           | Tuoketuo                        | China                  | 40° 11′ 49″ N, 111° 21′ 52″ L | 6,720                      | 33.32                         | Carvão        | A maior central elétrica a carvão desde 2017.                           | [ 20 ] [ 21 ]        |
| 13.           | Xiangjiaba                      | China                  | 28° 38′ 57″ N, 104° 22′ 14″ L | 6,448                      | 30.7 (2015)                   | Hidroelétrica |                                                                         | [ 22 ] [ 23 ]        |
| 14.           | Bruce                           | Canada                 | 44° 19′ 31″ N, 81° 35′ 58″ O  | 6,430                      | 49.02 (2017)                  | Nuclear       | Aumentou de 6.408MWe para 6.430MWe em julho de 2019.                    | [ 24 ] [ 25 ]        |
| 15.           | Longtan                         | China                  | 25° 01′ 38″ N, 107° 02′ 51″ L | 6,426                      | 18.7 (estimativa)             | Hidroelétrica |                                                                         | [ 11 ] [ 26 ] [ 27 ] |
| 16.           | Sayano-Shushenskaya             | Rússia                 | 52° 49′ 33″ N, 91° 22′ 13″ L  | 6,400                      | 26.9 (2016)                   | Hidroelétrica |                                                                         | [ 28 ] [ 29 ]        |
| 17.           | Taean                           | Coreia do Sul          |                               | 6,100                      | N/A                           | Carvão        |                                                                         | [ 30 ] [ 31 ]        |
| 18.           | Tianwan                         | China                  |                               | 6,070                      | N/A                           | Nuclear       |                                                                         | [ 32 ]               |
| 19.           | Dangjin                         | Coreia do Sul          | 37° 03′ 19″ N, 126° 30′ 35″ L | 6,040                      | N/A                           | Carvão        |                                                                         | [ 33 ] [ 34 ]        |
| 20.           | Krasnoyarsk                     | Rússia                 | 55° 56′ 05″ N, 92° 17′ 40″ L  | 6,000                      | 18.4 (média)                  | Hidroelétrica |                                                                         | [ 35 ]               |
| 20.           | Yangjiang                       | China                  | 21° 42′ 35″ N, 112° 15′ 38″ L | 6,000                      | N/A                           | Nuclear       |                                                                         | [ 36 ]               |

## Centrais de energia não renovável

### Carvão

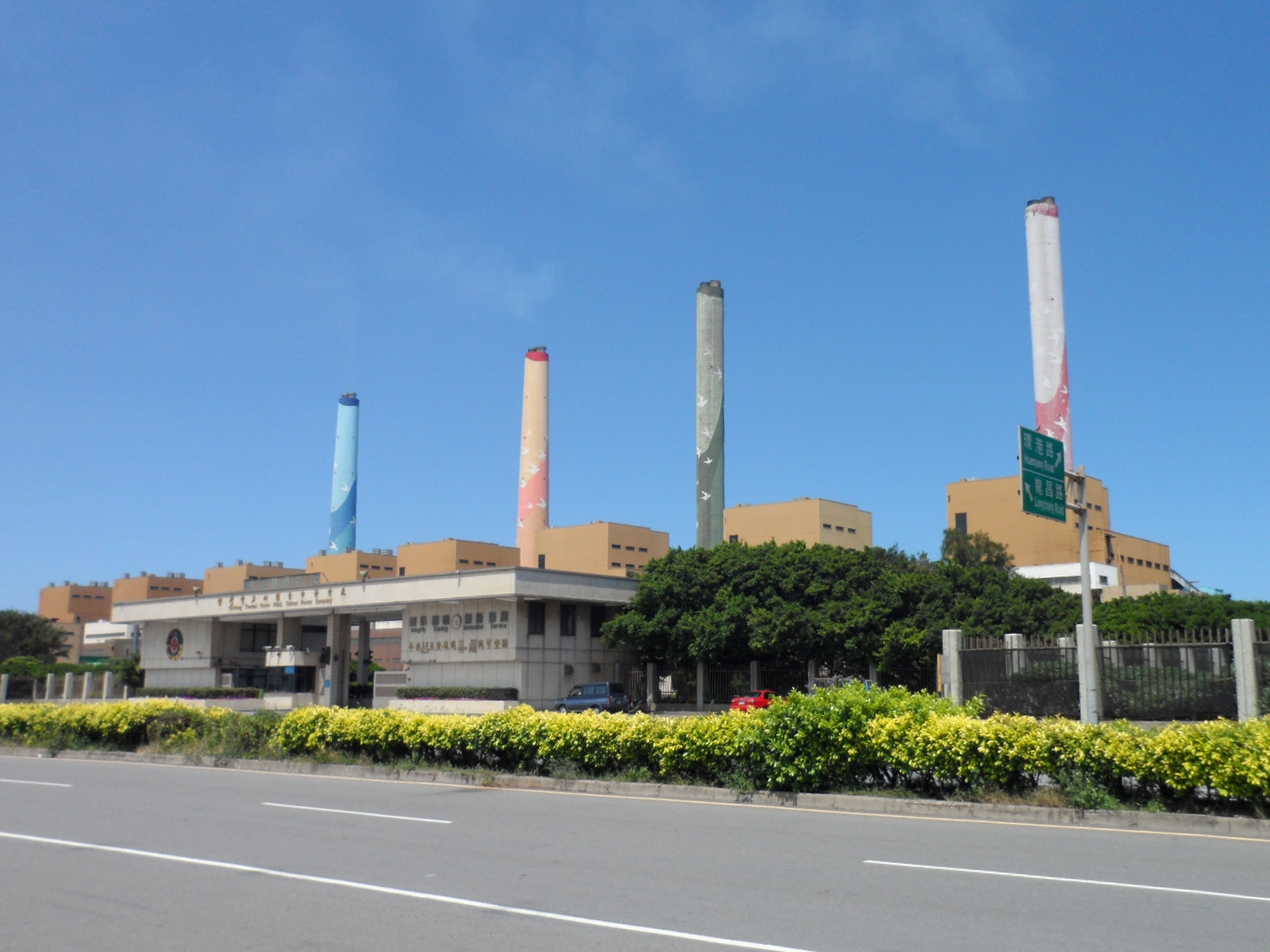
Taichung, a quarta maior usina termelétrica a carvão, com 5,500 MWe

| Classificação | Estação                       | País          | Coordenadas                   | Capacidade de geração (MW) | Ref           |
| ------------- | ----------------------------- | ------------- | ----------------------------- | -------------------------- | ------------- |
| 1.            | Tuoketuo                      | China         | 40° 11′ 49″ N, 111° 21′ 52″ L | 6,720                      | [ 20 ] [ 21 ] |
| 2.            | Taean                         | Coreia do Sul |                               | 6,100                      | [ 34 ]        |
| 3.            | Dangjin                       | Coreia do Sul | 37° 03′ 19″ N, 126° 30′ 35″ L | 6,040                      | [ 33 ] [ 34 ] |
| 4.            | Taichung                      | Taiwan        | 24° 12′ 46″ N, 120° 28′ 52″ L | 5,500                      | [ 37 ]        |
| 5.            | Bełchatów                     | Polónia       | 51° 15′ 59″ N, 19° 19′ 50″ L  | 5,102                      | [ 38 ]        |
| 6.            | Yeongheung Power Station [ko] | Coreia do Sul | 37° 14′ 17″ N, 126° 26′ 09″ L | 5,080                      | [ 39 ]        |
| 7.            | Guodian Beilun                | China         | 29° 56′ 37″ N, 121° 48′ 57″ L | 5,000                      | [ 40 ]        |
| 7.            | Waigaoqiao                    | China         | 31° 21′ 21″ N, 121° 35′ 54″ L | 5,000                      | [ 41 ]        |
| 7.            | Guohua Taishan                | China         | 21° 52′ 00″ N, 112° 55′ 22″ L | 5,000                      | [ 42 ]        |
| 7.            | Jiaxing                       | China         | 30° 37′ 46″ N, 121° 08′ 49″ L | 5,000                      |               |

### Óleo combustível
| Classificação | Estação                     | País           | Coordenadas                   | Capacidade de geração (MW) | Ref           |
| ------------- | --------------------------- | -------------- | ----------------------------- | -------------------------- | ------------- |
| 1             | Shoaiba                     | Arábia Saudita | 20° 40′ 48″ N, 39° 31′ 24″ L  | 5.600                      | [ 43 ]        |
| 2             | Ghazlan Power Station [no]  | Arábia Saudita |                               | 4.528                      | [ 45 ]        |
| 3             | Kashima                     | Japão          | 35° 52′ 47″ N, 140° 41′ 22″ L | 4.400                      | [ 47 ]        |
| 4             | Anegasaki                   | Japão          | 35° 29′ 06″ N, 140° 01′ 00″ L | 3.600                      | [ 47 ]        |
| 5             | Qurayyah                    | Arábia Saudita |                               | 3.927                      | [ 48 ] [ 49 ] |
| 6             | Yokohama Power Station [ja] | Japão          | 35° 28′ 36″ N, 139° 40′ 44″ L | 3.379                      | [ 47 ]        |
| 7             | Hirono                      | Japão          | 37° 14′ 18″ N, 141° 01′ 04″ L | 3.200                      | [ 47 ]        |
| 8             | Sabiya I                    | Kuwait         |                               | 2.400                      | [ 50 ]        |
| 8             | Az Zour South               | Kuwait         |                               | 2.400                      | [ 51 ]        |
| 8             | Doha Oeste                  | Kuwait         |                               | 2.400                      | [ 52 ]        |

### Gás natural

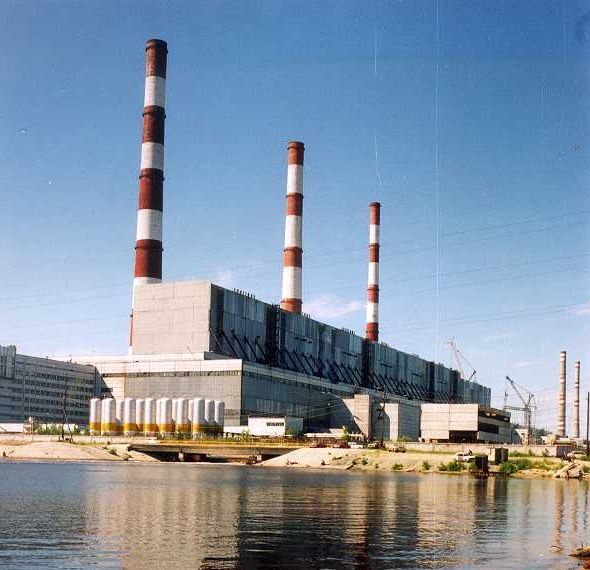
Surgut-2, a segunda maior usina de gás natural do mundo

| Classificação | Estação                                | País           | Coordenadas                   | Capacidade de geração (MW) | Ref           |
| ------------- | -------------------------------------- | -------------- | ----------------------------- | -------------------------- | ------------- |
| 1.            | Jebel Ali Power and Desalination Plant | Arábia Saudita | 25° 03′ 35″ N, 55° 07′ 02″ L  | 8,695                      |               |
| 2.            | Surgut-2                               | Rússia         | 61° 16′ 46″ N, 73° 30′ 45″ L  | 5,657                      | [ 54 ] [ 55 ] |
| 3.            | Higashi-Niigata                        | Japão          | 37° 59′ 58″ N, 139° 14′ 29″ L | 5,149                      | [ 56 ]        |
| 4.            | Futtsu                                 | Japão          | 35° 20′ 35″ N, 139° 50′ 02″ L | 5,040                      | [ 47 ]        |
| 5.            | Kawagoe                                | Japão          | 35° 00′ 25″ N, 136° 41′ 20″ L | 4,802                      | [ 55 ]        |
| 6.            | Burullus Power Station                 | Egito          | 31° 31′ 46″ N, 30° 48′ 32″ L  | 4,800                      |               |
| 7.            | Tatan                                  | Taiwan         | 25° 01′ 34″ N, 121° 02′ 50″ L | 4,384                      | [ 57 ]        |
| 8.            | Chiba                                  | Japão          | 35° 33′ 57″ N, 140° 06′ 20″ L | 4,380                      | [ 47 ]        |
| 9.            | Himeji                                 | Japão          | 34° 46′ 24″ N, 134° 41′ 38″ L | 4,086                      | [ 58 ] [ 59 ] |
| 10.           | Chita                                  | Japão          | 34° 59′ 12″ N, 136° 50′ 37″ L | 3,966                      | [ 60 ]        |

### Nuclear

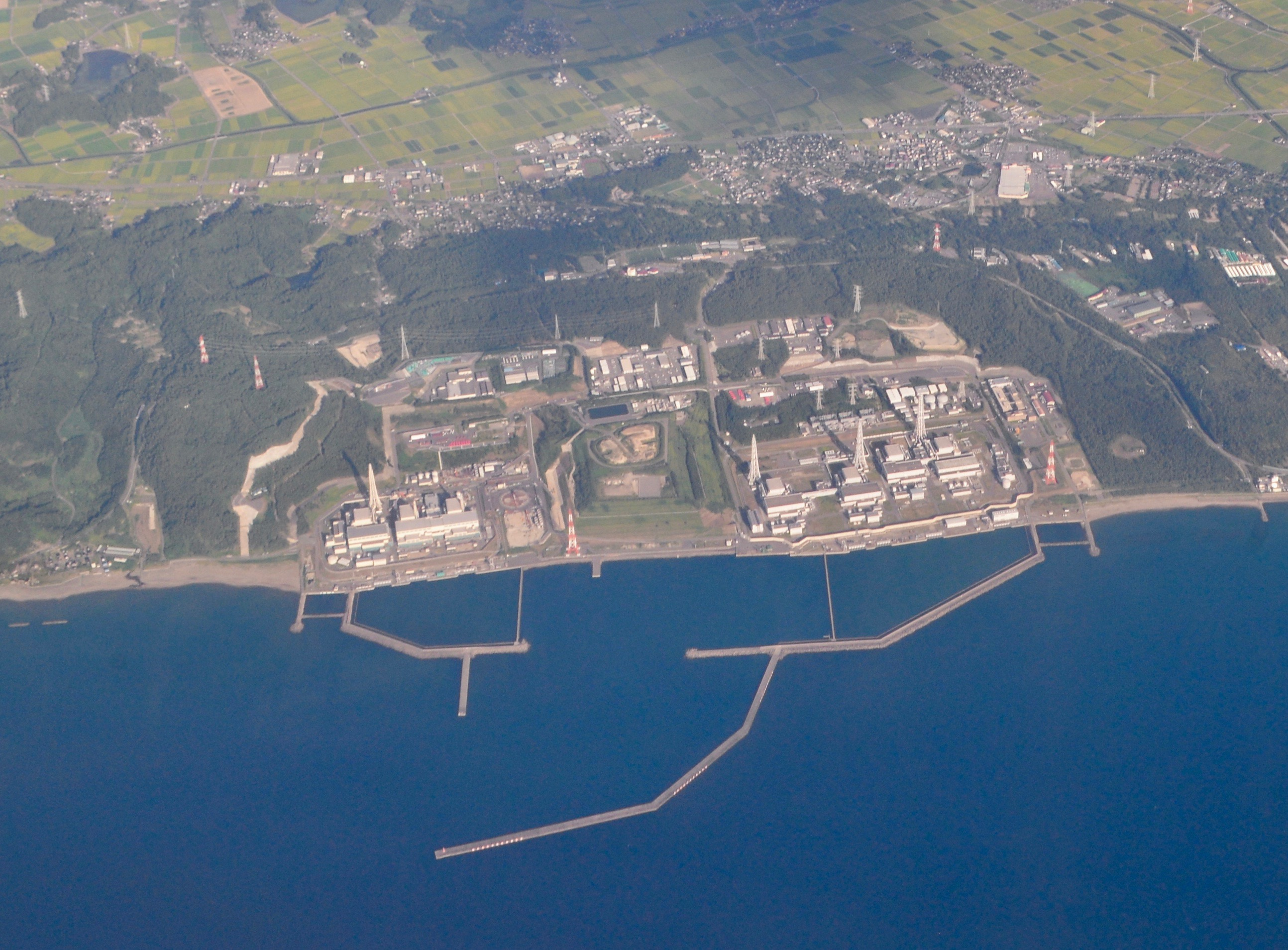
Kashiwazaki-Kariwa, a maior central nuclear (suspensa desde 2011)

| Classificação | Estação            | País          | Coordenadas                   | Capacidade de geração (MW)         | Ref           |
| ------------- | ------------------ | ------------- | ----------------------------- | ---------------------------------- | ------------- |
| 1.            | Kashiwazaki-Kariwa | Japão         | 37° 25′ 45″ N, 138° 35′ 43″ L | 7,965 (fora de serviço desde 2011) | [ 16 ] [ 17 ] |
| 2.            | Kori               | Coreia do Sul | 35° 19′ 40″ N, 129° 18′ 03″ L | 7,489                              | [ 61 ]        |
| 3.            | Bruce              | Canada        | 44° 19′ 31″ N, 81° 35′ 58″ O  | 6,430                              | [ 62 ]        |
| 4.            | Tianwan            | China         |                               | 6,070                              | [ 32 ]        |
| 5.            | Yangjiang          | China         | 21° 42′ 35″ N, 112° 15′ 38″ L | 6,000                              | [ 36 ]        |
| 6.            | Hanul              | Coreia do Sul | 37° 05′ 34″ N, 129° 23′ 01″ L | 5,928                              | [ 63 ]        |
| 7.            | Hanbit             | Coreia do Sul | 35° 24′ 54″ N, 126° 25′ 26″ L | 5,875                              | [ 63 ]        |
| 8.            | Zaporizhzhia       | Ucrânia       | 47° 30′ 44″ N, 34° 35′ 09″ L  | 5,700                              | [ 64 ] [ 65 ] |
| 9.            | Gravelines         | França        | 51° 00′ 55″ N, 2° 08′ 10″ L   | 5,460                              | [ 66 ]        |
| 10.           | Paluel             | França        | 49° 51′ 29″ N, 0° 38′ 08″ L   | 5,320                              | [ 66 ]        |

### Xisto betuminoso

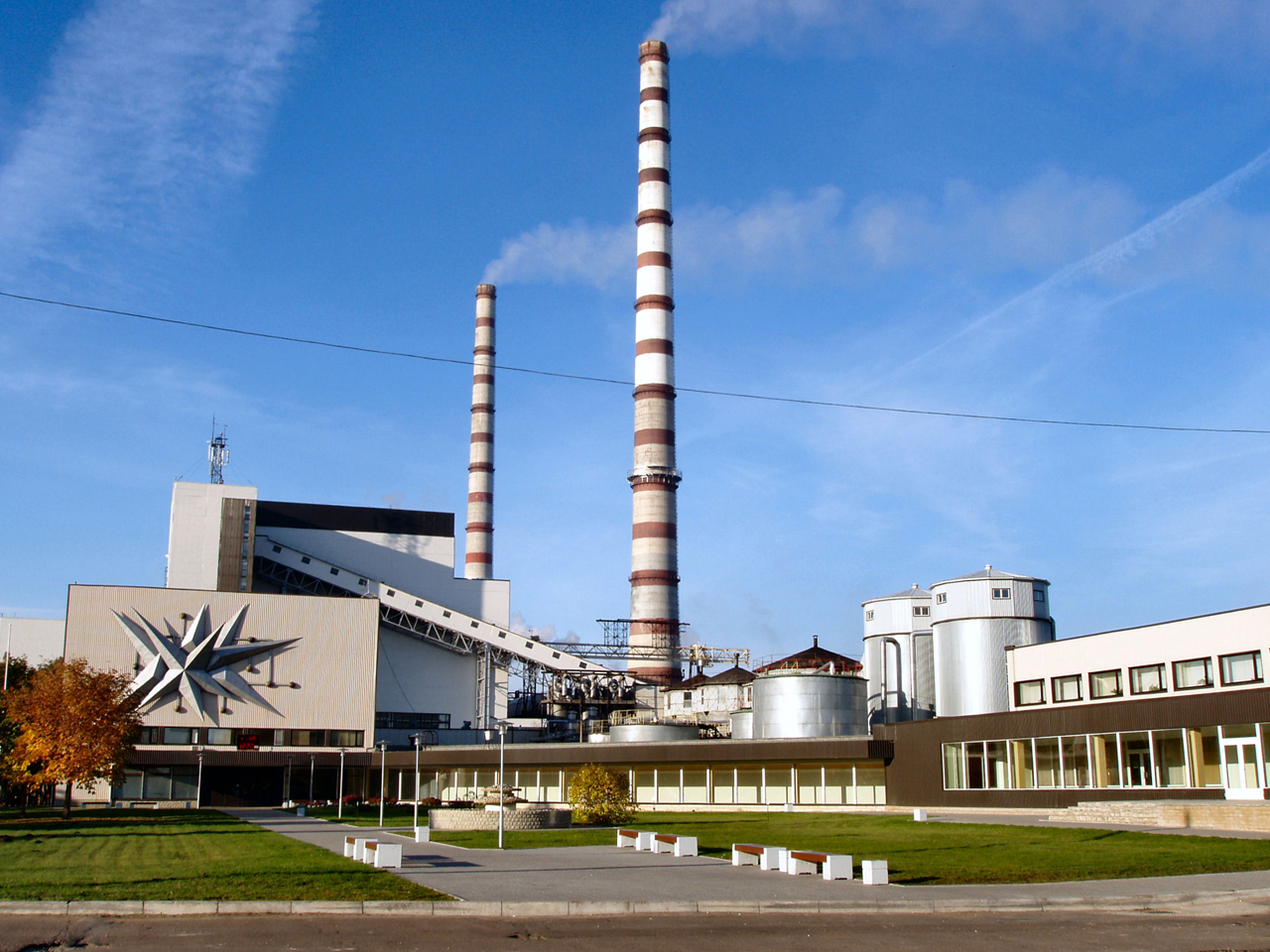
Eesti Power Station, a maior usina elétrica movida a xisto betuminoso do mundo

| Classificação | Estação      | País    | Localização                  | Capacidade de geração (MW) | Ref           |
| ------------- | ------------ | ------- | ---------------------------- | -------------------------- | ------------- |
| 1             | Eesti        | Estônia | 59° 16′ 10″ N, 27° 54′ 08″ L | 1.615                      | [ 67 ] [ 68 ] |
| 2             | Balti        | Estônia | 59° 21′ 12″ N, 28° 07′ 22″ L | 765                        | [ 67 ] [ 68 ] |
| 3             | Auvere       | Estônia |                              | 300                        |               |
| 4             | Huadian      | China   |                              | 100                        | [ 69 ]        |
| 5             | Kohtla-Järve | Estônia |                              | 39                         |               |

### Turfa

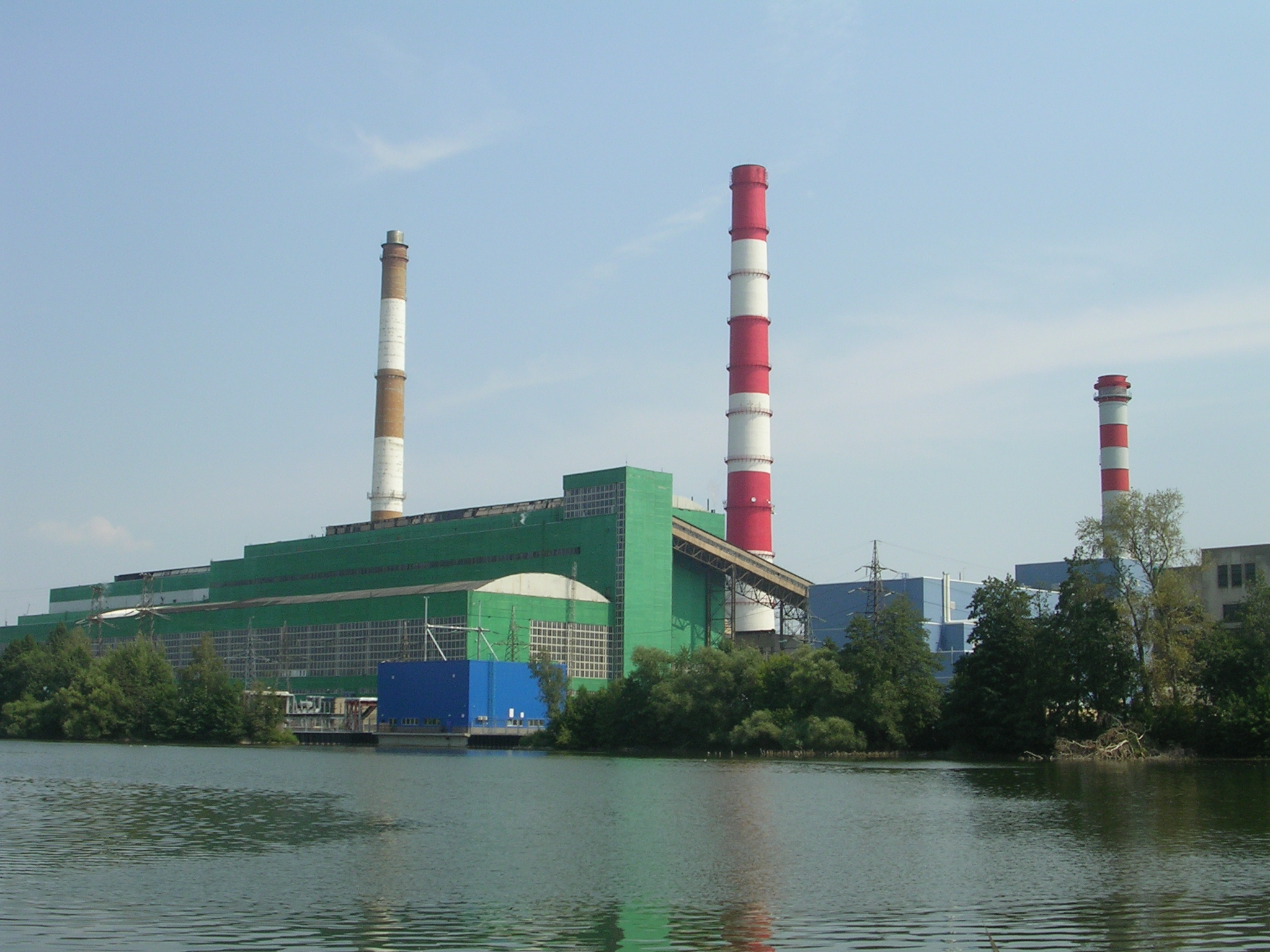
Shatura, a maior estação de energia de turfa com capacidade de 1,500 MW

| Classificação | Estação     | País      | Coordenadas                  | Capacidade (MW) | Ref    |
| ------------- | ----------- | --------- | ---------------------------- | --------------- | ------ |
| 1             | Shatura     | Rússia    | 55° 35′ 00″ N, 39° 33′ 40″ L | 1.500           |        |
| 2             | Kirov       | Rússia    | 58° 37′ 16″ N, 49° 35′ 47″ L | 300             | [ 70 ] |
| 3             | Keljonlahti | Finlândia | 62° 11′ 33″ N, 25° 44′ 14″ L | 209             | [ 71 ] |
| 4             | Toppila     | Finlândia | 65° 02′ 15″ N, 25° 26′ 07″ L | 190             | [ 71 ] |
| 5             | Haapavesi   | Finlândia | 64° 07′ 19″ N, 25° 24′ 47″ L | 154             | [ 72 ] |

## Centrais de energia renovável

### Biomassa
| Classificação | Estação                   | País           | Coordenadas                       | Capacidade de geração (MW) | Combustível           | Ref    |
| ------------- | ------------------------- | -------------- | --------------------------------- | -------------------------- | --------------------- | ------ |
| 1             | Drax (unidades 1-4)       | Reino Unido    |                                   | 2.595                      | combustível da pelota | [ 73 ] |
| 2             | Alholmens Kraft           | Finlândia      | 63° 42′ 07″ N, 22° 42′ 35″ L      | 265                        | resíduo florestal     | [ 74 ] |
| 3             | Maasvlakte 3              | Países Baixos  | 51° 54′ 45″ N, 4° 01′ 16″ L       | 220                        | biomassa              | [ 75 ] |
| 4             | Połaniec                  | Polônia        | 50° 26′ 14″ N, 21° 20′ 14″ L      | 205                        | lascas de madeira     | [ 75 ] |
| 5             | Estação Geradora Atikokan | Canadá         | 48° 50′ 17″ N, 91° 34′ 15″ O      | 205                        | biomassa              | [ 76 ] |
| 6             | Rodenhuize                | Bélgica        | 51° 08′ 04,88″ N, 3° 46′ 35,94″ L | 180                        | paletes de madeira    | [ 77 ] |
| 7             | Kymijärvi II              | Finlândia      |                                   | 160                        | RDF                   | [ 78 ] |
| 8             | Ashdown Paper Mill        | Estados Unidos |                                   | 157                        | Licor preto           | [ 79 ] |
| 9             | Wisapower                 | Finlândia      |                                   | 150                        | Licor preto           | [ 75 ] |
| 10            | Vaasa                     | Finlândia      |                                   | 140                        | biomassa              | [ 78 ] |

### Geotérmica

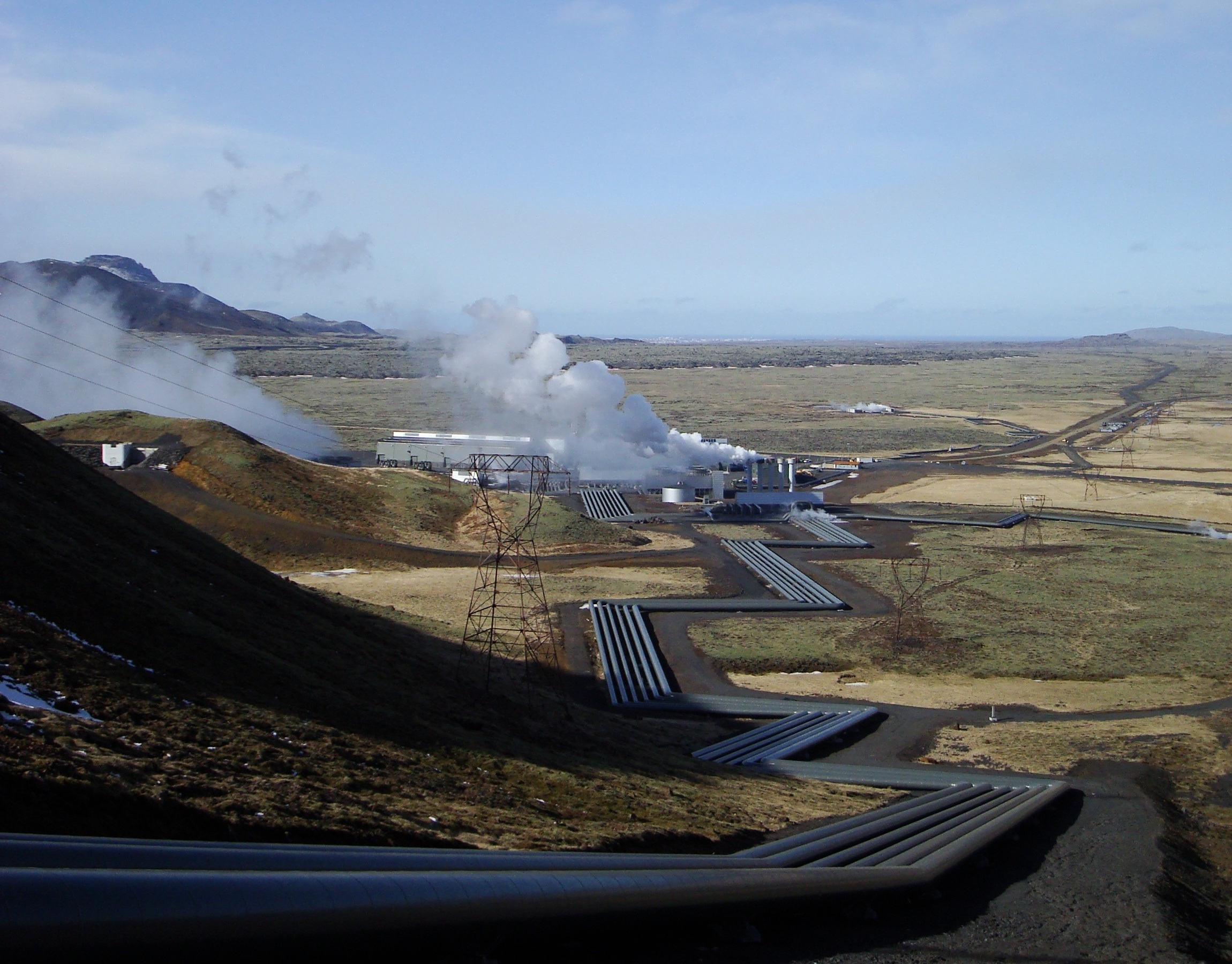
Hellisheiði Power Station, a oitava maior usina geotérmica com 303 MWe

| Classificação | Estação         | País           | Coordenadas                   | Capacidade de geração (MW) | Ref                  |
| ------------- | --------------- | -------------- | ----------------------------- | -------------------------- | -------------------- |
| 1.            | The Geysers     | Estados Unidos | 38° 47′ 26″ N, 122° 45′ 21″ O | 1,517                      | [ 80 ]               |
| 2.            | Cerro Prieto    | Mexico         | 32° 23′ 57″ N, 115° 14′ 19″ O | 820                        | [ 81 ] [ 82 ] [ 83 ] |
| 3.            | Larderello      | Itália         | 43° 13′ 56″ N, 10° 53′ 07″ L  | 769                        | [ 84 ]               |
| 4.            | Olkaria         | Kenya          | 0° 53′ 14″ S, 36° 18′ 25″ L   | 727                        | [ 85 ]               |
| 5.            | Imperial Valley | Estados Unidos | 33° 09′ 48″ N, 115° 37′ 00″ O | 403.4                      | [ 86 ]               |
| 6.            | Sarulla         | Indonesia      | 1° 53′ 14″ N, 99° 01′ 24″ L   | 330                        | [ 87 ] [ 88 ]        |
| 6.            | Tiwi            | Filipinas      | 13° 27′ 34″ N, 123° 38′ 21″ L | 330                        | [ 89 ] [ 90 ]        |
| 8.            | Hellisheiði     | Islândia       | 64° 02′ 14″ N, 21° 24′ 03″ O  | 303                        |                      |
| 9.            | Coso            | Estados Unidos | 36° 01′ 00″ N, 117° 47′ 51″ O | 270                        | [ 91 ]               |
| 10.           | Darajat         | Indonesia      | 7° 13′ 05″ S, 107° 43′ 38″ L  | 255                        |                      |

### Hidrelétrica
| Classificação | Estação             | País              | Coordenadas                   | Capacidade de geração (MW) | Ref           |
| ------------- | ------------------- | ----------------- | ----------------------------- | -------------------------- | ------------- |
| 1.            | Três Gargantas      | China             | 30° 49′ 15″ N, 111° 00′ 08″ L | 22,500                     | [ 1 ]         |
| 2.            | Itaipu              | Brasil · Paraguai | 25° 24′ 31″ S, 54° 35′ 21″ O  | 14,000                     | [ 8 ]         |
| 3.            | Xiluodu             | China             | 28° 15′ 52″ N, 103° 38′ 47″ L | 13,860                     | [ 92 ]        |
| 4.            | Belo Monte          | Brasil            | 3° 07′ 27″ S, 51° 42′ 01″ O   | 11,233                     | [ 13 ]        |
| 5.            | Guri                | Venezuela         | 7° 45′ 59″ N, 62° 59′ 57″ O   | 10,233                     |               |
| 6.            | Tucuruí             | Brasil            | 3° 49′ 53″ S, 49° 38′ 36″ O   | 8,370                      |               |
| 7.            | Grand Coulee        | Estados Unidos    | 47° 57′ 23″ N, 118° 58′ 56″ O | 6,809                      |               |
| 8.            | Xiangjiaba          | China             | 28° 38′ 57″ N, 104° 22′ 14″ L | 6,448                      | [ 22 ] [ 23 ] |
| 9.            | Longtan             | China             | 25° 01′ 38″ N, 107° 02′ 51″ L | 6,426                      | [ 93 ]        |
| 10.           | Sayano-Shushenskaya | Rússia            | 52° 49′ 31″ N, 91° 22′ 15″ L  | 6,400                      |               |

### Energia solar

#### Fotovoltaica

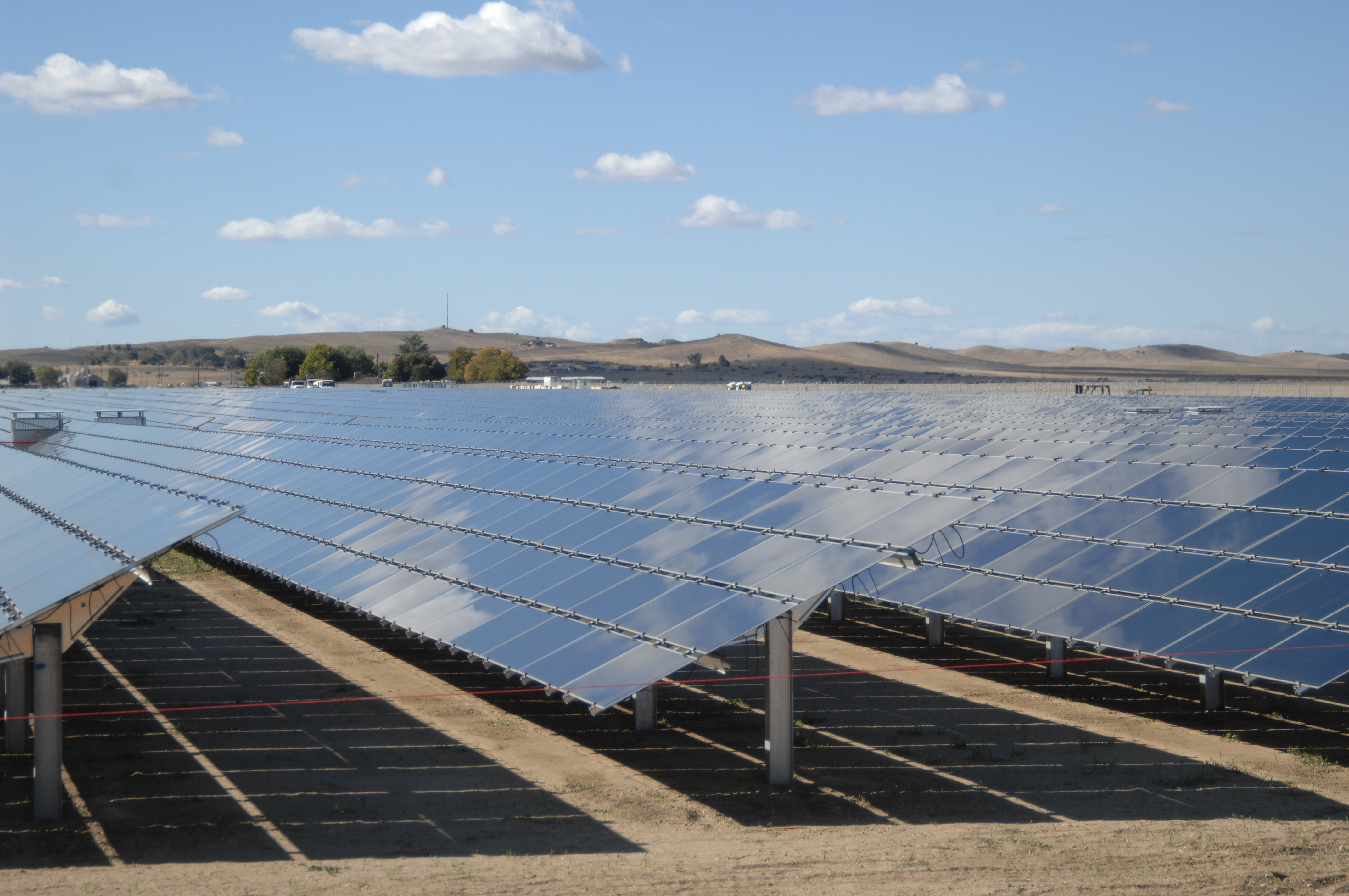
Painéis solares na usina de energia solar de Topaz, uma das maiores usinas fotovoltaicas

| Classificação | Estação                                   | País                   | Coordenadas                                                  | Capacidade de geração (MW) | Ref                             |
| ------------- | ----------------------------------------- | ---------------------- | ------------------------------------------------------------ | -------------------------- | ------------------------------- |
| 1.            | Bhadla Solar Park                         | Índia                  | 27° 32′ 23″ N, 71° 54′ 55″ L                                 | 2 245                      | [ 94 ] [ 95 ]                   |
| 2.            | Huanghe Hydropower Golmud Solar Park      | China                  | 36° 24′ 00″ N, 95° 07′ 30″ L                                 | 2,200                      | [ 96 ]                          |
| 3.            | Pavagada Solar Park                       | Índia                  | 14°05′49″N77°16′13″E                                         | 2 050                      | [ 97 ]                          |
| 4.            | Benban Solar Park                         | Egito                  | 24° 27′ 21,6″ N, 32° 44′ 20,4″ L                             | 1 650                      | [ 98 ]                          |
| 5.            | Tengger Desert Solar Park                 | China                  | 37° 33′ 00″ N, 105° 03′ 14″ L                                | 1 547                      | [ 99 ] [ 100 ]                  |
| 6.            | Noor Abu Dhabi                            | Emirados Árabes Unidos | 24° 24′ 11″ N, 55° 16′ 07″ L                                 | 1,177                      | [ 101 ] [ 102 ]                 |
| 7.            | Mohammed bin Rashid Al Maktoum Solar Park | Emirados Árabes Unidos |                                                              | 1 013                      | [ 103 ] [ 104 ] [ 105 ]         |
| 8.            | Datong Solar Power Top Runner Base        | China                  | 40° 04′ 25″ N, 113° 08′ 12″ L, 40° 00′ 19″ N, 112° 57′ 20″ L | 1 000                      | [ 106 ] [ 107 ] [ 108 ]         |
| 8.            | Kurnool Ultra Mega Solar Park             | Índia                  | 15° 40′ 53,48″ N, 78° 17′ 01,49″ L                           | 1 000                      | [ 109 ]                         |
| 10.           | NP Kunta                                  | Índia                  | 14° 01′ N, 78° 26′ L                                         | 900                        | [ 110 ] [ 111 ] [ 112 ] [ 113 ] |

#### Energia térmica solar concentrada

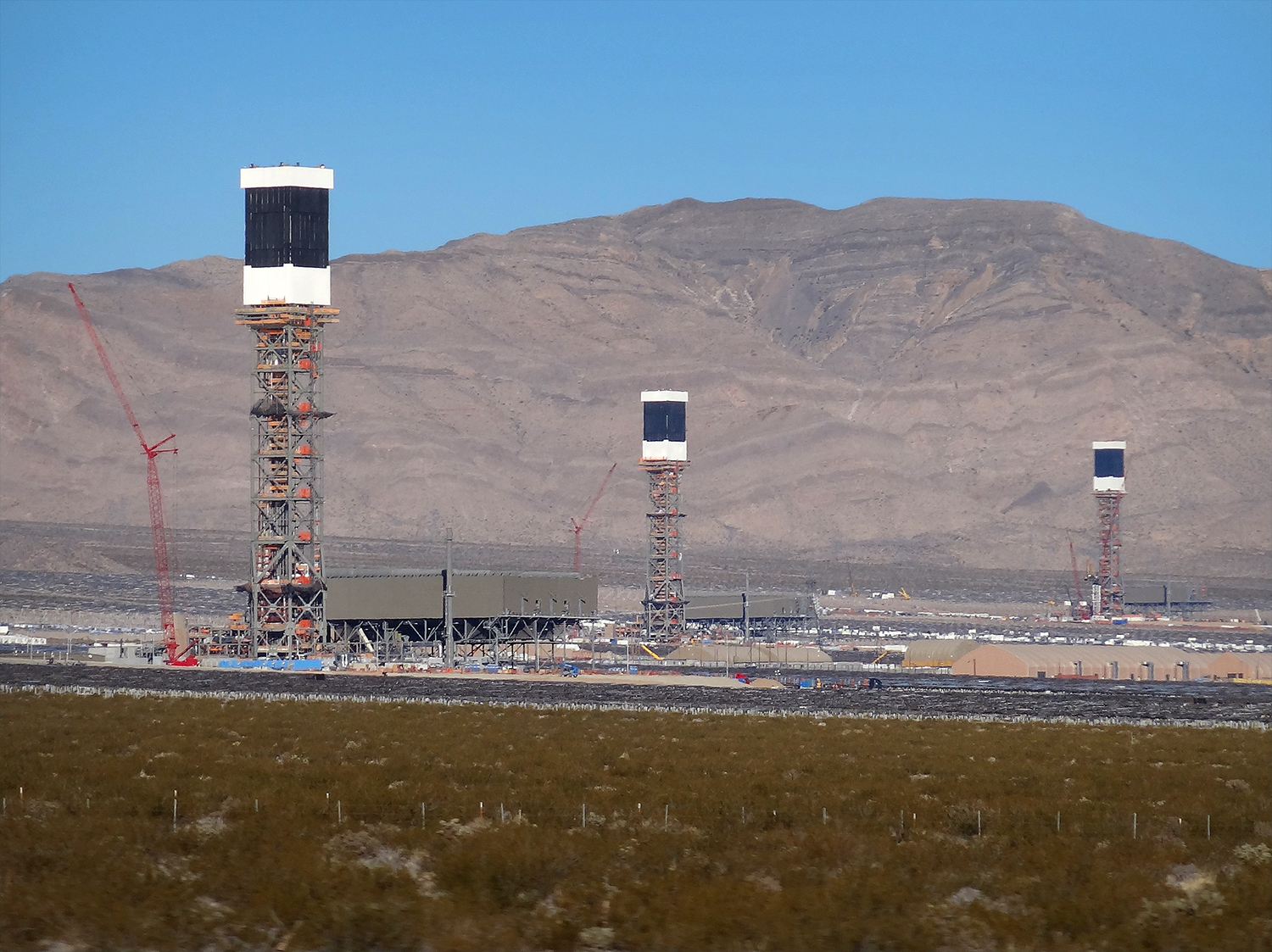
As três torres, em Ivanpah Solar Power Facility, uma das maiores usinas de energia solar.

| Classificação | Estação              | País           | Coordenadas                   | Capacidade de geração (MW) | Ref                     |
| ------------- | -------------------- | -------------- | ----------------------------- | -------------------------- | ----------------------- |
| 1.            | Ouarzazate           | Marrocos       | 30° 59′ 40″ N, 6° 51′ 48″ O   | 510                        | [ 114 ]                 |
| 2.            | Ivanpah              | Estados Unidos | 35° 34′ N, 115° 28′ O         | 392                        | [ 115 ]                 |
| 3.            | SEGS                 | Estados Unidos | 35° 01′ 54″ N, 117° 20′ 53″ O | 310                        | [ 116 ]                 |
| 4.            | Solana               | Estados Unidos | 32° 55′ N, 112° 58′ O         | 280                        | [ 117 ]                 |
| 4.            | Genesis              | Estados Unidos | 33° 38′ 38″ N, 114° 59′ 17″ O | 280                        | [ 118 ]                 |
| 4.            | Mojave Solar Project | Estados Unidos | 35° 00′ 40″ N, 117° 19′ 30″ O | 280                        | [ 119 ] [ 120 ] [ 121 ] |
| 7.            | Solaben              | Espanha        | 39° 13′ 29″ N, 5° 23′ 26″ O   | 200                        |                         |
| 8.            | Solnova              | Espanha        | 37° 25′ 00″ N, 6° 17′ 20″ O   | 150                        |                         |
| 8.            | Andasol              | Espanha        | 37° 13′ 43″ N, 3° 04′ 07″ O   | 150                        | [ 122 ] [ 123 ]         |
| 8.            | Extresol             | Espanha        | 38° 39′ N, 6° 44′ O           | 150                        | [ 124 ]                 |

### Vento

#### Em terra

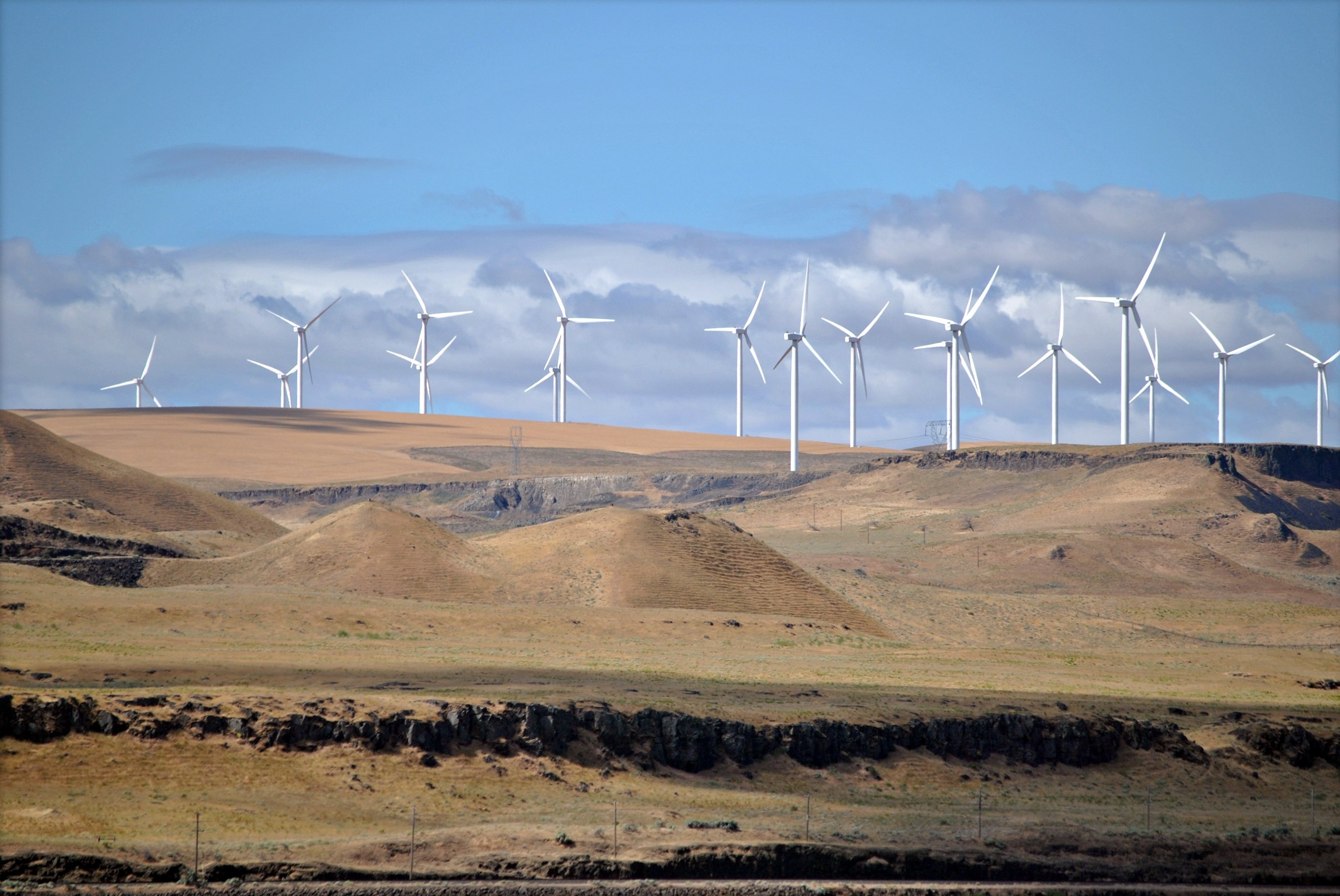
Shepherds Flat Wind Farm, o quinto maior parque eólico com 845 MW

| Classificação | Estação                  | País           | Coordenadas                   | Capacidade de geração (MW) | Ref             |
| ------------- | ------------------------ | -------------- | ----------------------------- | -------------------------- | --------------- |
| 1.            | Gansu                    | China          | 40° 12′ 00″ N, 96° 54′ 00″ L  | 7,965                      |                 |
| 2.            | Alta                     | Estados Unidos | 35° 01′ 16″ N, 118° 19′ 14″ O | 1,548                      | [ 18 ]          |
| 3.            | Muppandal Wind Farm      | Índia          | 8° 15′ 39″ N, 77° 32′ 19″ L   | 1,500                      | [ 125 ]         |
| 4.            | Jaisalmer                | Índia          | 26° 55′ 12″ N, 70° 54′ 00″ L  | 1,064                      | [ 18 ]          |
| 5.            | Los Vientos Wind Farm    | Estados Unidos | 26° 19′ 51″ N, 97° 35′ 09″ O  | 912                        | [ 126 ]         |
| 6.            | Shepherds Flat           | Estados Unidos | 45° 42′ 00″ N, 120° 03′ 36″ O | 845                        | [ 127 ]         |
| 7.            | Meadow Lake Wind Farm    | Estados Unidos | 40° 36′ 04″ N, 86° 51′ 57″ O  | 801                        | [ 128 ]         |
| 8.            | Roscoe                   | Estados Unidos | 32° 26′ 41″ N, 100° 34′ 23″ O | 782                        | [ 129 ]         |
| 9.            | Horse Hollow             | Estados Unidos | 32° 19′ 00″ N, 99° 59′ 59″ O  | 736                        | [ 130 ] [ 131 ] |
| 10.           | Tehachapi Pass Wind Farm | Estados Unidos | 35° 06′ 08″ N, 118° 16′ 58″ O | 705                        | [ 132 ]         |

#### No mar
| Classificação | Estação                | País          | Coordenadas                 | Capacidade de geração (MW) | Ref                     |
| ------------- | ---------------------- | ------------- | --------------------------- | -------------------------- | ----------------------- |
| 1.            | Hornsea 1              | Reino Unido   | 53° 53′ 06″ N, 1° 47′ 28″ L | 1,218                      | [ 133 ] [ 134 ]         |
| 2.            | East Anglia ONE        | Reino Unido   |                             | 714                        | [ 135 ] [ 136 ]         |
| 3.            | Walney Extension       | Reino Unido   | 54° 02′ 38″ N, 3° 31′ 19″ O | 659                        | [ 137 ] [ 138 ] [ 139 ] |
| 4.            | London Array           | Reino Unido   | 51° 38′ 38″ N, 1° 33′ 13″ L | 630                        | [ 140 ]                 |
| 5.            | Gemini Wind Farm       | Países Baixos | 54° 02′ 10″ N, 5° 57′ 47″ L | 600                        | [ 141 ] [ 142 ] [ 143 ] |
| 6.            | Beatrice               | Reino Unido   | 58° 07′ 48″ N, 3° 04′ 12″ O | 588                        | [ 144 ]                 |
| 7.            | Gode Wind (phases 1+2) | Alemanha      | 54° 04′ N, 7° 02′ L         | 582                        | [ 145 ] [ 146 ]         |
| 8.            | Gwynt y Môr            | Reino Unido   | 53° 27′ 00″ N, 3° 35′ 00″ O | 576                        | [ 147 ]                 |
| 9.            | Race Bank              | Reino Unido   | 53° 16′ N, 0° 50′ L         | 573                        | [ 148 ] [ 149 ]         |
| 10.           | Greater Gabbard        | Reino Unido   | 51° 52′ 48″ N, 1° 56′ 24″ L | 504                        | [ 150 ]                 |

## Estações de armazenamento de energia

### Armazenamento bombeado

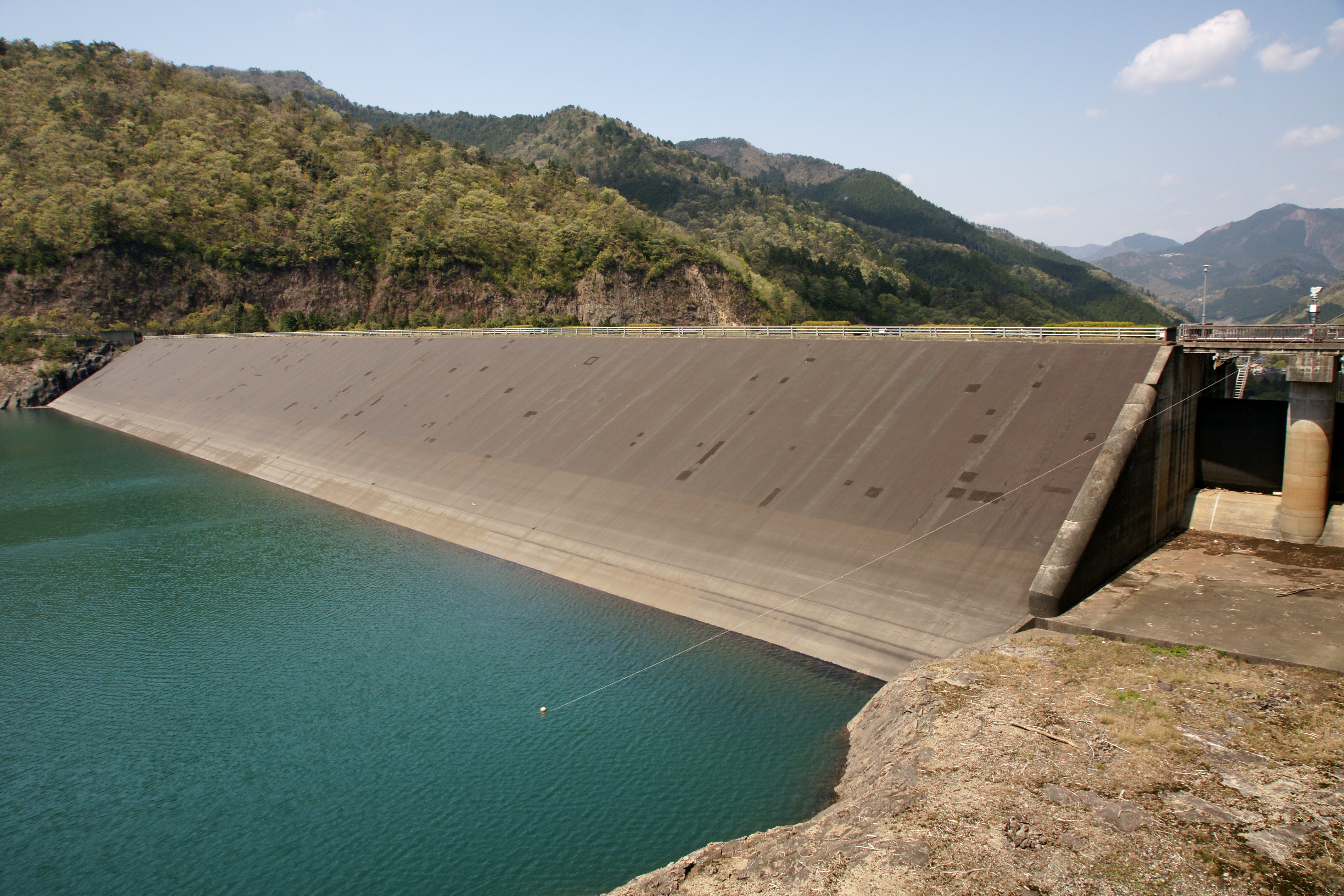
Reservatório superior da Estação de Energia Elétrica Bombeada de Okutataragi em 1,932 MW

| Classificação | Estação     | País           | Coordenadas                   | Capacidade (MW) | Ref             |
| ------------- | ----------- | -------------- | ----------------------------- | --------------- | --------------- |
| 1             | Bath County | Estados Unidos | 38° 12′ 32″ N, 79° 48′ 00″ O  | 3.003           | [ 151 ]         |
| 2             | Huizhou     | China          | 23° 16′ 07″ N, 114° 18′ 50″ L | 2.448           | [ 152 ]         |
| 3             | Guangdong   | China          | 23° 45′ 52″ N, 113° 57′ 12″ L | 2.400           | [ 153 ] [ 154 ] |
| 4             | Ludington   | Estados Unidos | 43° 53′ 37″ N, 86° 26′ 43″ O  | 2.122           | [ 155 ]         |
| 5             | Okutataragi | Japão          | 35° 14′ 13″ N, 134° 49′ 55″ L | 1.932           |                 |

### Armazenamento em bateria
| Classificação | Estação                                               | País           | Coordenada                          | Capacidade (MW) | Ref     |
| ------------- | ----------------------------------------------------- | -------------- | ----------------------------------- | --------------- | ------- |
| 1             | Moss Landing Energy Storage Facility                  | Estados Unidos | 36° 48′ 17,54″ N, 121° 46′ 55,19″ O | 300             | [ 156 ] |
| 2             | Armazenamento de energia de gateway                   | Estados Unidos |                                     | 250             | [ 157 ] |
| 3             | Huanghe Hydropower Hainan Solar Park                  | China          |                                     | 203             | [ 158 ] |
| 4             | Hornsdale Power Reserve                               | Austrália      |                                     | 150             | [ 159 ] |
| 4             | Projeto de armazenamento de energia de bateria Minety | Reino Unido    |                                     | 150             | [ 160 ] |

### Sal derretido
| Nome | Estação                                 | País           | Coordenadas                      | Capacidade (MW) | Ref             |
| ---- | --------------------------------------- | -------------- | -------------------------------- | --------------- | --------------- |
| 1    | Estação de energia solar de Ouarzazate  | Marrocos       | 30° 59′ 40″ N, 6° 51′ 48″ O      | 510             | [ 161 ] [ 162 ] |
| 2    | Estação Geradora de Solana              | Estados Unidos | 32° 55′ N, 112° 58′ O            | 280             | [ 163 ] [ 164 ] |
| 3    | Estação de energia solar Andasol        | Espanha        | 37° 13′ 42,7″ N, 3° 04′ 06,73″ O | 150             | [ 165 ] [ 166 ] |
| 4    | Extresol Solar Power Station            | Espanha        | 38° 39′ N, 6° 44′ O              | 150             | [ 167 ] [ 168 ] |
| 5    | Projeto de energia solar Crescent Dunes | Estados Unidos | 38° 14′ N, 117° 22′ O            | 125             | [ 169 ] [ 170 ] |